# Grb Svetog Petra i Mikelona
Grb Svetog Petra i Mikelona je sličan neslužbenoj zastavi Svetog Petra i Mikelona. Na vrhu je pomorska kruna, pod kojom je štit podijeljen na dva dijela. U gornjem su tri zastave, koje simboliziraju stanovnike otoka, Baske, Bretonce i Normandijce. U donjem dijelu je brod Grande Hermine, kojim je Jacques Cartier 15. lipnja 1536. doplovio do Svetog Petra.
Iza štita su dva sidra, a u podnožju je latinski natpis "A mare labor" ("S mora, rad"), geslo Svetog Petra i Mikelona.